# Robert Snodgrass
Robert Snodgrass (født d. 7. september 1987) er en skotsk tidligere professionel fodboldspiller, som bl.a. spiller for den skotske klub Hearts.

## Klubkarriere

### Livingston
Snodgrass begyndte sin karriere hos Livingston, hvor han gjorde sin professionelle debut i 2004.
Der begyndte i 2005 et rygte om at Snodgrass havde takket nej til en prøvetræning med FC Barcelona. Snodgrass har dog gentagende afvist dette rygte som usandt.

### Leeds United
Snodgrass skiftede i juli 2008 til Leeds United. Snodgrass etablerede sig hurtigt som en central del af førsteholdet, og spillede en vigtig rolle af at Leeds i 2009-10 sæsonen rykkede op til Championship.
Snodgrass blev i februar 2012 gjort til holdets nye anfører. Han blev efter 2011-12 sæsonen kåret som årets spiller i klubben.

### Norwich City
Snodgrass skiftede i juli 2012 til Norwich City. Snodgrass fik her sin debut i Premier League, og han over de næste 2 sæsoner var fast man hos Norwich.

### Hull City
Snodgrass skiftede i juni 2014 til Hull City.

### West Ham United
Snodgrass skiftede i januar 2017 til West Ham United.

#### Leje til Aston Villa
Han havde dog ikke en god start hos West Ham, og efter at hverken have scoret eller assisteret en eneste mål i hans første 15 kampe, blev han i august 2017 fortalt at han kunne forlade klubben. Han blev få dage senere udlejet til Aston Villa for 2017-18 sæsonen. Snodgrass fik 14 assist i sæsonen hos Villa, og sluttede dermed på en delt førsteplads med landsmand Barry Douglas om flest assist i Championship sæsonen.

#### Retur til West Ham
Efter sit retur til West Ham lykkedes det ham at finde form, og spillede jævnligt på førsteholdet herfra.

### West Bromwich Albion
Snodgrass skiftede i januar 2021 til West Bromwich Albion. Det lykkedes dog aldrig Snodgrass at etablere sig hos WBA, og efter ikke have spillet for holdet i mere end 3 måneder, så blev WBA og Snodgrass enige om at ophæve hans kontrakt den 31. januar 2022.

### Luton Town
Snodgrass skiftede i februar 2022 til Luton Town.

## Landsholdskarriere

### Ungdomslandshold
Snodgrass har repræsenteret Skotland på U/20- og U/21-niveau.

### Seniorlandshold
Snodgrass debuterede for Skotlands landshold den 9. februar 2011.
Snodgrass blev to gange, i 2013-14 og i 2016-17, kåret som årets spiller på det skotske landshold af Scottish Football Writers Association.
Snodgrass valgte at stoppe på landsholdet den 15. oktober 2019, efter at have opnået 28 landskampe og scoret 8 mål.

## Titler
Individuelle
- PFA League One Team of the Year: 1 (2009–10)
- LUFC Regional Members Clubs' Player of the Year: 1 (2008–09)
- Leeds United Supporters' Player of the Year: 1 (2011–12)
- Leeds United Players' Player of the Year: 1 (2011–12)
- Norwich City Supporters' Player of the Year: 1 (2013–14)
- SFWA International Player of the Year: 2 (2013–14, 2016–17)